# مقياس الوحدة
في الفيزياء النظرية، يعتبر مقياس الوحدة أو المقياس الواحدي اختيارًا خاصًا لتحديد مقياس في نظرية القياس مع كسر تلقائي للتماثل. في هذا المقياس يتم تحويل الحقول العددية المسؤولة عن آلية هيغز إلى أساس يتم فيه ضبط مكونات بوزون جولدستون إلى الصفر. بمعنى آخر، يجعل مقياس الوحدة العدد الظاهر لدرجات الحرية العددية أقل ما يمكن.
تم تقديم المقياس لفيزياء الجسيمات بواسطة ستيفن واينبرج  في سياق نظرية الكهروضعيف. في النظرية الكهروضعيفة، درجات الحرية في مقياس الوحدة هي بوزونات اللف المغزلي الهائلة 1 W + و W− و Z مع ثلاثة استقطابات لكل منها، والفوتون ذو الاستقطابين، والبوزون هيغز القياسي.
يُستخدم مقياس الوحدة عادةً في العمليات الحسابية على مستوى الشجرة. بالنسبة لحسابات الحلقة، غالبًا ما تقلل خيارات القياس الأخرى مثل، مقياس هوفت فينمان، التعقيد الرياضي للحساب.